# Nicolaj Brüel
Nicolaj Brüel (* 19. August 1965 in Kopenhagen) ist ein dänischer Kameramann.

## Leben
Nicolaj Brüel ist der Enkel des Kunstmalers Michael Brüel und Sohn des Kameramannes Dirk Brüel. Wie sein Vater studierte auch er an der renommierten Den Danske Filmskole, wo er 1991 seinen Abschluss machte. Obwohl er 1994 mit der von Søren Ole Christensen inszenierten Familienkomödie Frække Frida og de frygtløse spioner mit einem Langspielfilm debütierte, konnte sich Brüel nicht beim Film als Kameramann etablieren, und fand stattdessen regelmäßig Arbeit bei Werbe- und Musikvideos.
Seit den beiden Kurzfilmen Before Design: Classic und Delightful von dem italienischen Regisseur Matteo Garrone arbeitete Brüel auch an dessen Langspielfilmen Dogman und Pinocchio als Kameramann. Für beide Arbeiten wurde er jeweils mit einem David di Donatello für die Beste Kamera nominiert. Wobei er die Auszeichnung für Dogman erhielt.

## Filmografie (Auswahl)
- 1994: Der Bund der furchtlosen Spione (Frække Frida og de frygtløse spioner)
- 2001: Den serbiske dansker
- 2013: The Machine
- 2016: Before Design: Classic
- 2017: Delightful
- 2018: Dogman
- 2019: Pinocchio